# Juliana Awada
María Juliana Awada (Villa Ballester, 3 aprile 1974) è una designer e imprenditrice argentina, primera dama dell'Argentina dal 2015 al 2019. È la prima donna ad avere ricevuto in questo ruolo la Knight Grand Cross dell'Ordine di Isabella la Cattolica in 70 anni e la seconda nella storia dopo  Eva Perón nel 1947.
Nel 2016, è stata scelta come la più elegante First Lady nel mondo dal settimanale ¡Hola!..

## Biografia
Awada è nata a Villa Ballester il 3 aprile 1974, figlia di Ibrahim Awada, immigrato musulmano libanese dalla città di Baalbek, e di Elsa Esther (nata Baker), di origini siriane. È la sorella degli imprenditori Zoraida e Daniel Awada, dell'artista Leila Awada e dell'attore Alejandro Awada.
Durante la sua infanzia e adolescenza, ha viaggiato ripetutamente con la madre in Europa e negli Stati Uniti, principalmente a Parigi, Londra e New York, alla ricerca di collezioni di moda. Dopo aver completato la sua istruzione secondaria presso una scuola inglese bilingue a Belgrano, l'ormai defunto Chester College, ha affinato la sua conoscenza dell'inglese ad Oxford, in Inghilterra. 
Appena tornata in Argentina, è stata coinvolta attivamente nell'azienda di famiglia, un'azienda tessile fondata dal padre negli anni '60. Nel 1997 sposò Gustavo Capello, dal quale avrebbe divorziato un anno dopo. Successivamente, entrerà in relazione con l'uomo d'affari belga Bruno Laurent Barbier, che aveva incontrato su un volo dell'Air France. Nonostante abbiano vissuto insieme per quasi dieci anni, non si sono mai sposati, ma hanno avuto una figlia di nome Valentina. 

## Primera dama di Buenos Aires
Awada e Mauricio Macri hanno iniziato una relazione nel 2009. Si sono sposati il 16 novembre 2010 e hanno una figlia, Antonia, nata nel 2011. In un'intervista al quotidiano La Nación nel 2012, ha dichiarato che suo padre è un musulmano liberale che non si opponeva al fatto che una delle sorelle di Juliana sposasse un cristiano e l'altra un ebreo. 

### Ruolo nelle elezioni generali argentine del 2015
La signora Macri ha svolto un ruolo importante durante la campagna elettorale del marito, Mauricio Macri, per le elezioni presidenziali. All'inizio con un profilo estremamente basso, Juliana si è sempre differenziata dalle altre mogli dei candidati alla presidenza, che erano state molto più in vista nelle campagne dei loro mariti. Ma i consiglieri della campagna hanno cercato di trasformare il loro profilo e renderlo molto più visibile per la campagna. Si è unita alla campagna di María Eugenia Vidal nella provincia di Buenos Aires in un tour della festa di José C. Paz, dove hanno visitato l'Ospedale Zonale del governatore di Agudos Domingo Mercante, e hanno parlato con i vicini e i commercianti in Plaza Manuel Belgrano di quella località. Awada era preoccupata per la situazione dell'edificio dell'ospedale. 
Era presente durante il dibattito presidenziale che si è svolto nella Facoltà di Giurisprudenza dell'Università di Buenos Aires, tra il marito Mauricio Macri contro il candidato Daniel Scioli. Dopo il dibattito, le mogli di entrambi i candidati sono salite sul palco per accompagnare i loro mariti, e Awada e Macri si sono esibiti in un bacio intenso che è stato poi riportato dai media in Argentina. 

### Traffico di esseri umani
Juliana Awada, come imprenditrice tessile, è stata coinvolta in uno scandalo di tratta di esseri umani nel 2010. Le sue società Awada e Cheeky spesso compravano i loro vestiti da fabbriche illegali dove la schiavitù era comunemente usata. La prima denuncia presentata dall'organizzazione La Alameda contro la ditta Awada in cui era accusata di aver violato la legge sull'immigrazione (artt. 117-121) e la legge sul lavoro a domicilio (artt. 4, 35 e 36) nei laboratori dove confezionano i loro capi e di cui era solidalmente responsabile, è stata portata il 18 ottobre davanti alla Procura federale di Patricio Evers e subito dopo è finita nella mega-causa che a quel tempo era amministrata dal dottor Oyarbide. 
Data la passività del Tribunale Federale in risposta alla denuncia, nel marzo 2008 gli esponenti dim mLa Alameda hanno deciso di filmare, insieme ai team di América TV, un servizio su vari laboratori clandestini nella città di San Martín, vicino a Buenos Aires, in cui lavoravano per grandi marchi, compreso Awada. Queste indagini sono state trasmesse in onda il 12 marzo 2008.
Il 14 maggio 2008, davanti al vice ministro del Lavoro Gastón Guarracino, è stata denunciata una lista di 30 laboratori che lavorano per i grandi marchi e che comprendeva le due attività Awada di Villa Ballester, già state denunciate e filmate nel 2006 e nel 2008.
La maggior parte di queste denunce è finita in niente dopo che Awada è diventata la moglie di Mauricio Macri, allora capo del governo di Buenos Aires, e in seguito presidente dell'Argentina.

## Primera dama dell'Argentina

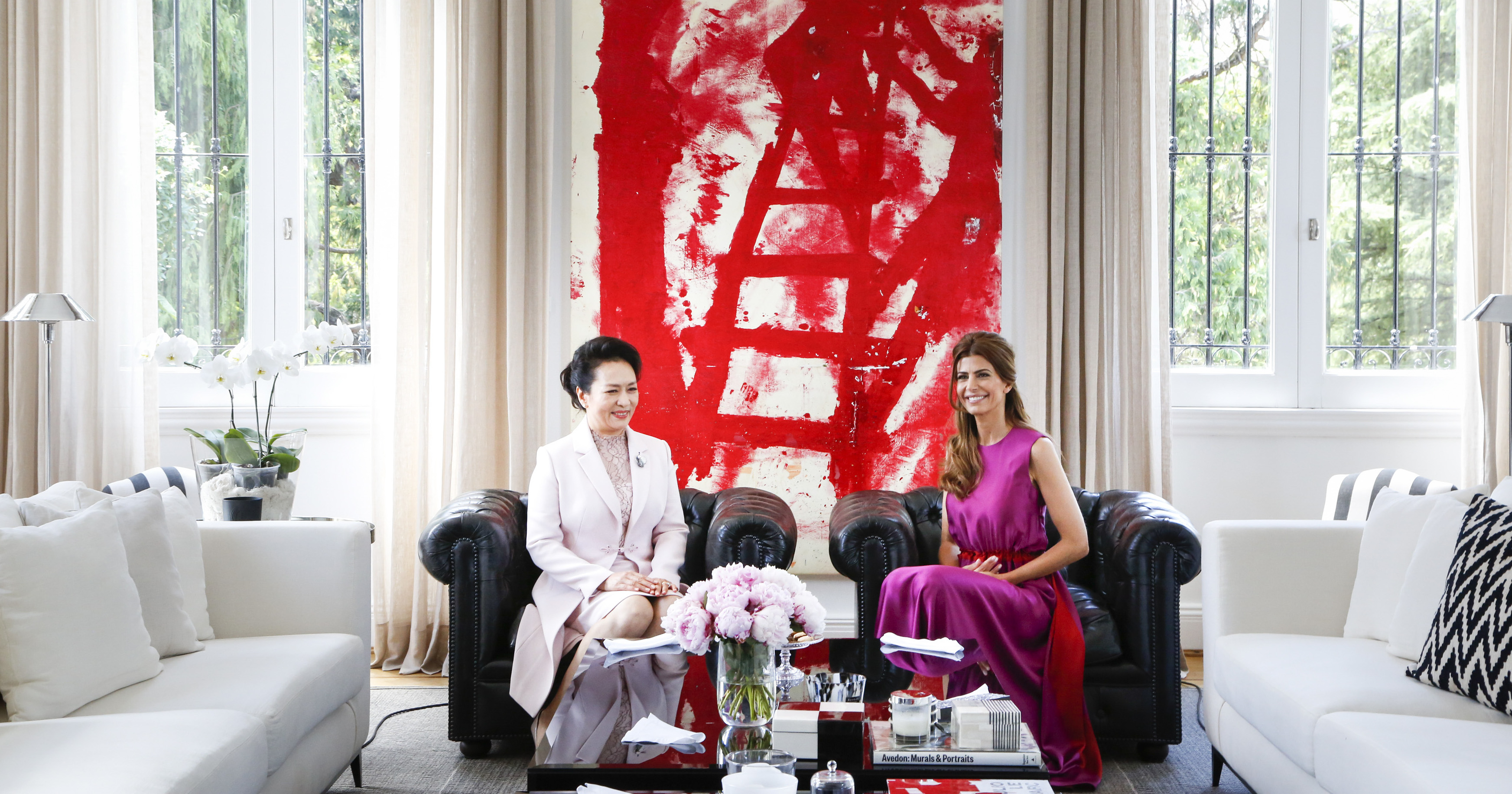
Awada con Peng Liyuan, First Lady della Cina nella Quinta de Olivos, Buenos Aires, dicembre 2018

Nelle elezioni presidenziali del 2015, tenutesi il 25 ottobre, Mauricio Macri, candidato dell'alleanza Cambiemos (Cambiamo), formata da Proposta Repubblicana, Unione Civica Radicale e Coalizione Civica ARI, è arrivato secondo con il 34,33% dei voti, mentre il candidato del Fronte per la Vittoria, Daniele Scioli, lo ha superato di poco. In uno storico ballottaggio, il primo che si tenne in Argentina, vinse Mauricio Macri con il 51,34% dei voti, divenendo il successore di Cristina Fernandez de Kirchner, e di conseguenza Awada diventò la First Lady dell'Argentina.
Il 10 dicembre 2015 ha accompagnato il marito durante il suo insediamento alla presidenza al Congresso Nazionale dell'Argentina dove Macri ha tenuto un discorso di 27 minuti. Successivamente si sono recati alla Casa Rosada, dove Macri ha ricevuto i poteri presidenziali nella Sala Bianca della Casa Rosada. Lei e suo marito hanno quindi tenuto un ricevimento presso il Palazzo San Martín del Ministero degli Esteri argentino con tutti i capi di Stato presenti: Michelle Bachelet dal Cile, Horacio Cartes dal Paraguay, Juan Manuel Santos dalla Colombia, Rafael Correa dall'Ecuador, Evo Morales dalla Bolivia, Dilma Rousseff dal Brasile e rappresentanti di altri paesi presenti all'inaugurazione. Il governatore di Buenos Aires, María Eugenia Vidal, ha confermato che la First Lady è la sua consigliera personale per quanto riguarda il suo guardaroba. Awada e il presidente Mauricio Macri, insieme alle figlie Antonia e Valentina, vive nella Residenza Presidenziale di Quinta de Olivos. 

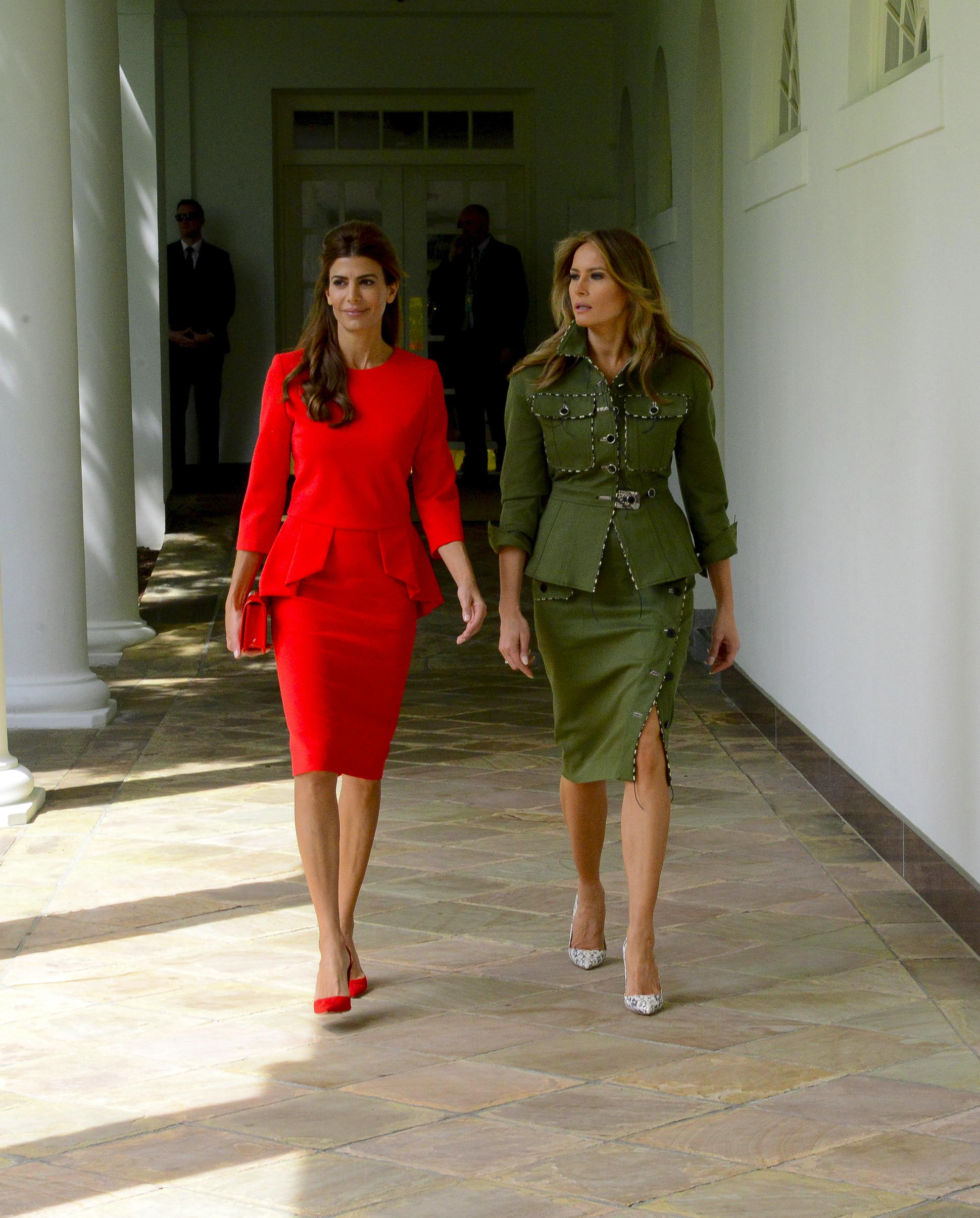
Awada e la First Lady degli Stati Uniti, Melania Trump, alla Casa Bianca, aprile 2017

Il 23 marzo 2016 ha tenuto il suo primo discorso al Metropolitan Design Center (CMD) del quartiere Barracas di Buenos Aires, dove ha presentato la sua controparte Michelle Obama. Entrambe le First Ladies hanno tenuto un discorso agli adolescenti per aumentare la consapevolezza sull'importanza dell'istruzione. Questo discorso è stato tenuto durante la visita ufficiale della famiglia Obama in Argentina il 23-24 marzo 2016, dove im due hanno anche visitato la città di Bariloche, nella Patagonia argentina. 
Nel giugno 2016, la first lady ha dato il benvenuto alla Second lady degli Stati Uniti, Jill Biden, e ha sottolineato il suo impegno per l'istruzione e il suo lavoro in difesa della parità di diritti per le donne. Awada ha ricevuto la moglie del Vice Presidente degli Stati Uniti, Joe Biden, nella Residenza Presidenziale di Olivos e ha condiviso con lei poi la visita ad uno Spazio della Prima Infanzia nella località di San Martin, Buenos Aires. Dopo un colloquio che hanno tenuto nella villa presidenziale, l'ha invitata a visitare l'orto biologico che lei stessa coltiva nei giardini della residenza. Il ministro Carolina Stanleyha ha spiegato a Biden i dettagli degli obiettivi e del ruolo di questi centri nel quadro della politica di assistenza globale per i bambini portata avanti dal governo con la rete nazionale della prima infanzia. "Jill Biden è una donna incredibile, che pensa sempre a migliorare il futuro delle persone nella sua comunità", ha detto Awada. Ha sottolineato di aver dato "grandi contributi ed è stata in grado di promuovere molti cambiamenti positivi dalla sua vocazione e impegno per l'istruzione, la sua esperienza come madre di combattenti, il suo ruolo nell'aiutare le donne a prevenire il cancro e la loro partecipazione per l'uguaglianza delle donne". 

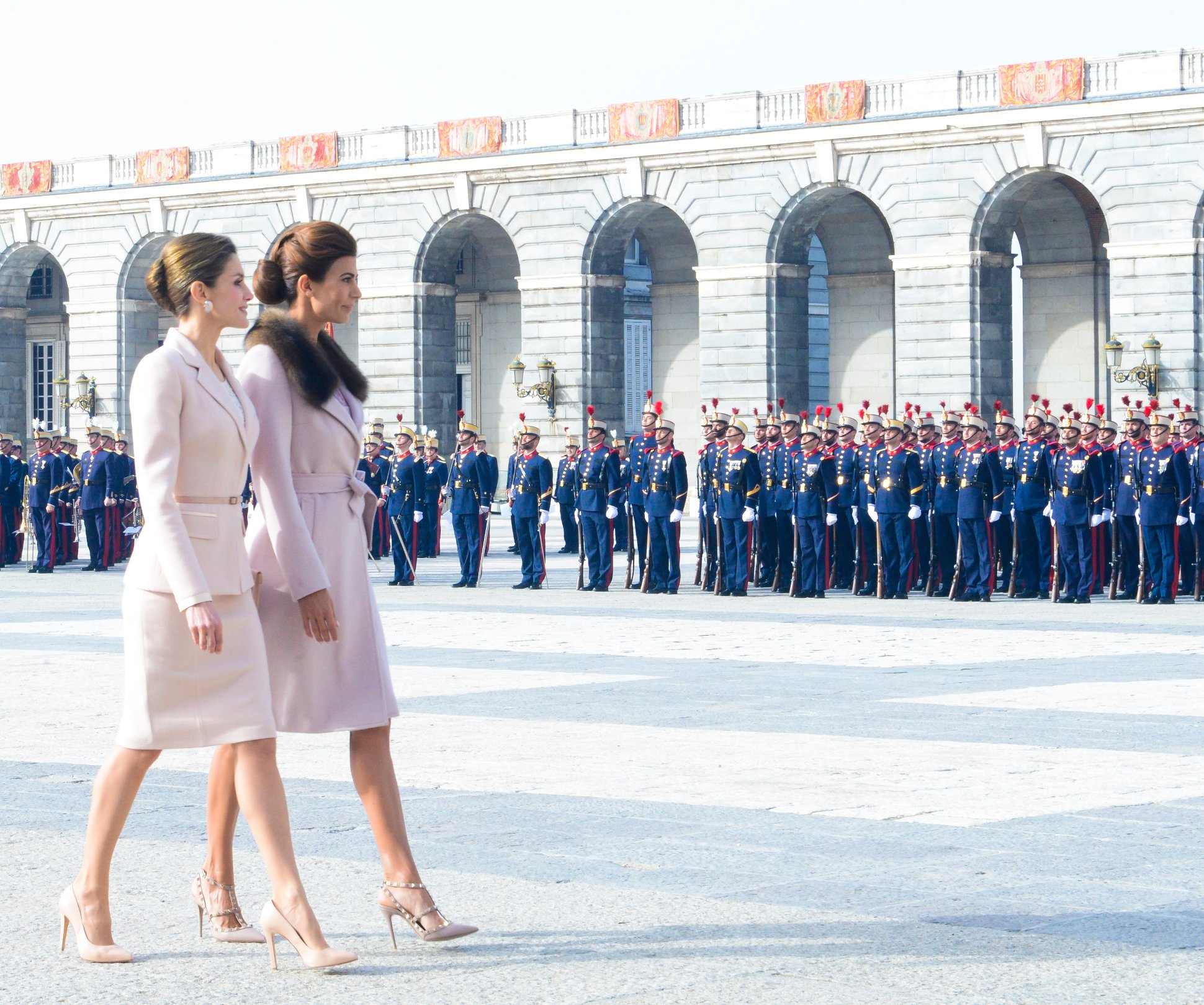
First Lady Awada e la Regina Letizia al Palazzo Reale di Madrid durante la visita di stato in Spagna nel 2017

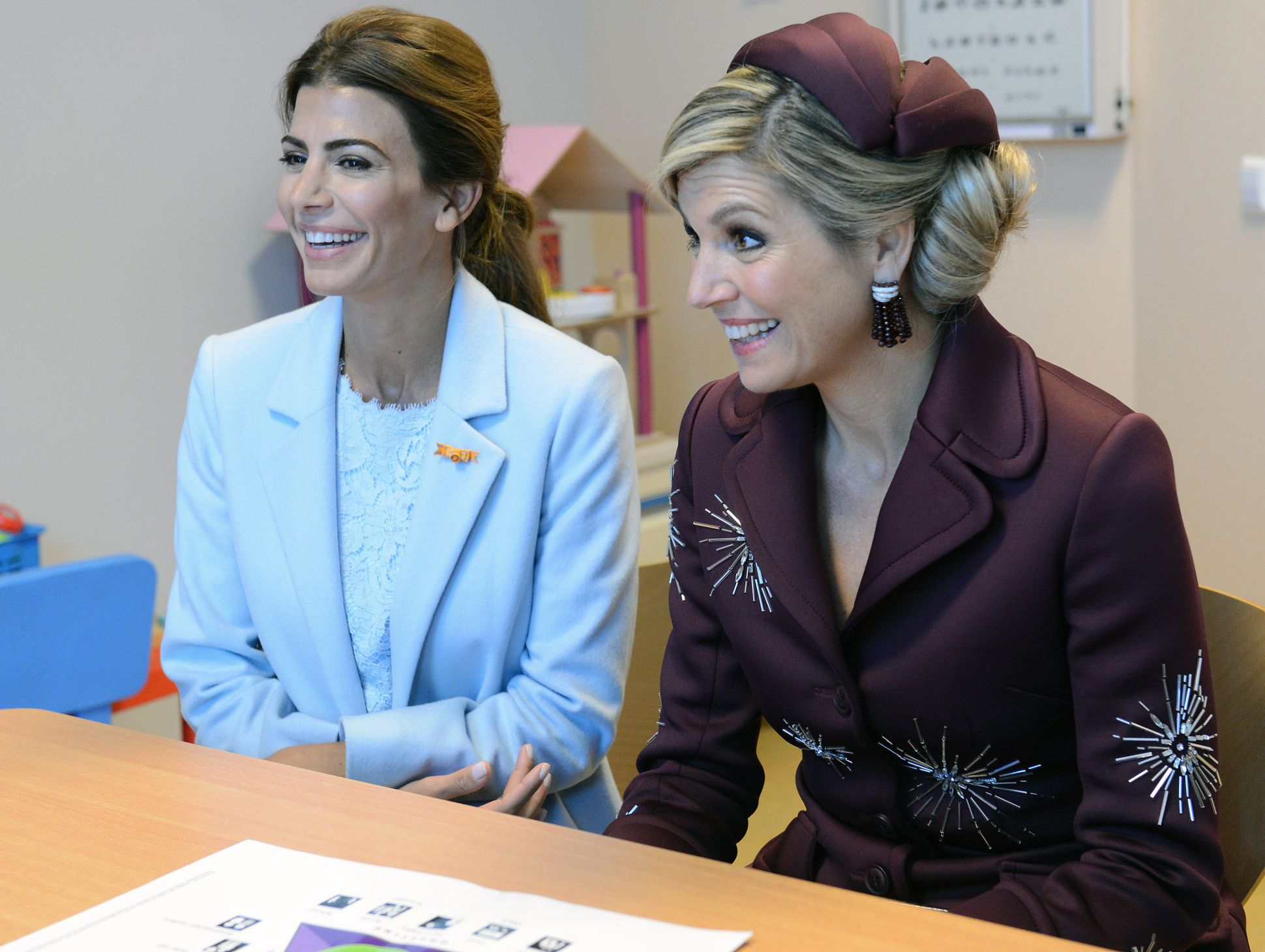
Awada e la Regina Máxima dei Paesi Bassi ad Amsterdam

Nel novembre 2016, la first lady ha ricevuto a Buenos Aires la moglie del Primo Ministro del Giappone, Akie Abe. Hanno condiviso varie attività nei Giardini Giapponesi di Buenos Aires, situati nel quartiere di Palermo, nell'ambito della visita ufficiale del Primo Ministro Shinzo Abe in Argentina. Hanno assistito ad uno spettacolo musicale del Gruppo di Tamburi Giapponesi-Buenos Aires Taiko a cui hanno preso parte membri della Banda Tacuarí del Reggimento dei Patrizi. Successivamente, hanno partecipato alla cerimonia del tè, essenza delle manifestazioni culturali giapponesi, e infine hanno visitato una mostra di Bonsai nelle strutture di quel giardino tematico. Sono passati 130 anni dall'arrivo della comunità giapponese in Argentina.